# 自由廣場 (台北)
自由廣場原名中正廣場，是一個位於台灣臺北市中正區中正紀念堂園區內的公共廣場，包括大型活動廣場與藝文表演中心，廣場分佈著中正公園、牌樓、瞻仰大道以及國家兩廳院等建物，總面積25萬平方公尺。自由廣場之名得名於其牌樓，首見於2007年12月，象徵臺灣人民停止對政治人物的個人崇拜、終結中國國民黨長期一黨專制的獨裁政體而成為自由民主和人權法治的民主社會。

## 歷史

### 更名
2007年12月7日陳水扁政府落實去蔣化政策，將中正紀念堂廣場的“大中至正”牌樓易名並替換上“自由廣場”字樣，同時將“中正紀念堂”更名為“國立臺灣民主紀念館”，重新規劃堂內的展覽方向並撤除中華民國三軍儀隊崗哨，陳水扁政府表示此舉是要廢止國家對「二二八事件元兇」、「獨裁者」蔣中正的個人崇拜。
2008年馬英九當選新任中華民國總統實現臺灣第二次政黨輪替，於隔年7月20日由教育部承辦廢止臺灣民主紀念館、重新恢復中正紀念堂並將匾額掛回，但牌樓的“自由廣場”字樣留用。

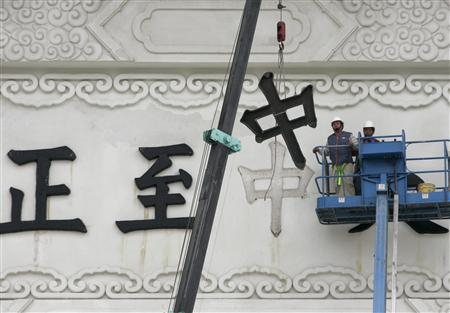
拆除中的「大中至正」字樣
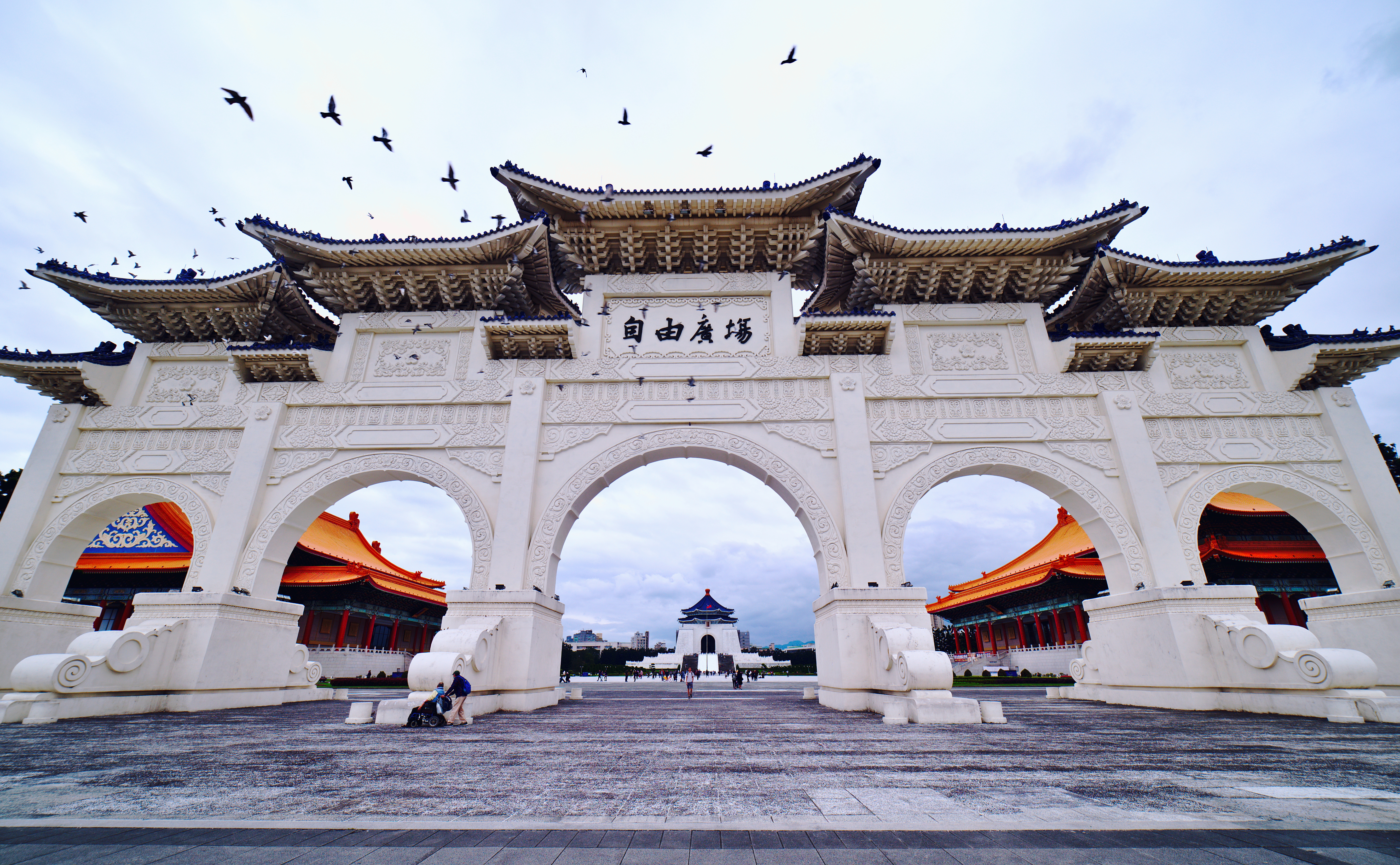
自由廣場牌樓正面
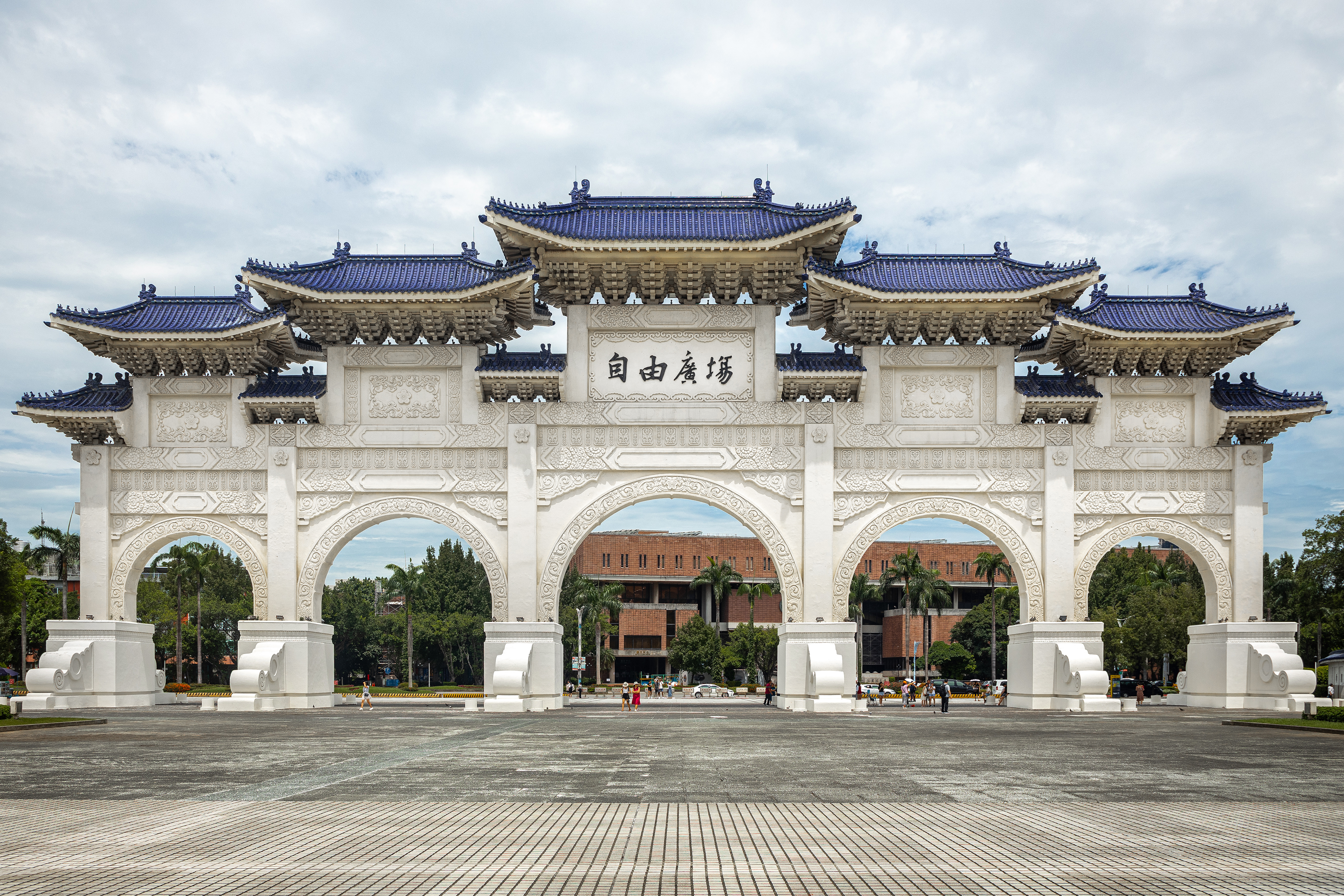
自由廣場牌樓背面
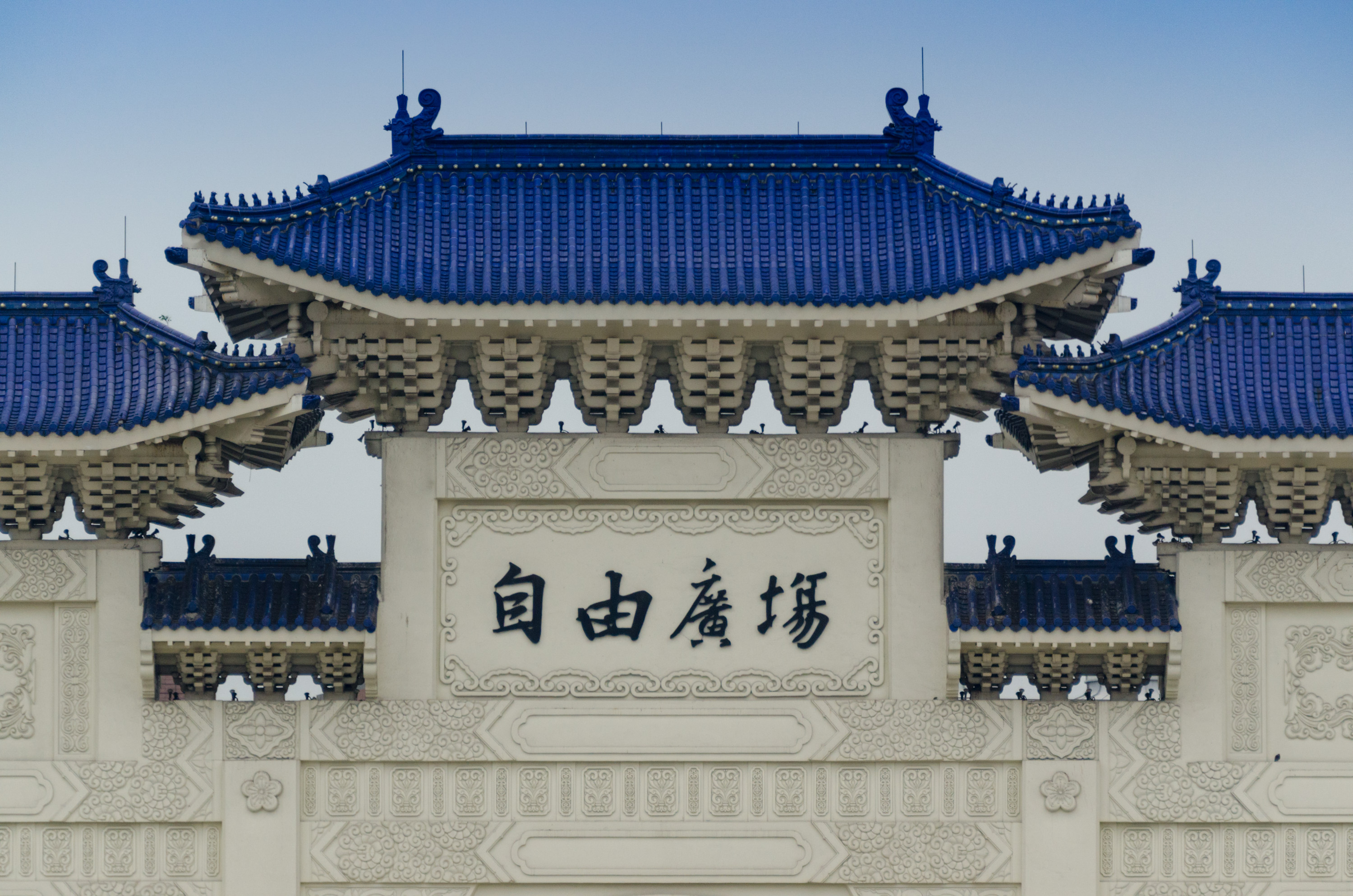
牌樓上的「自由廣場」字樣
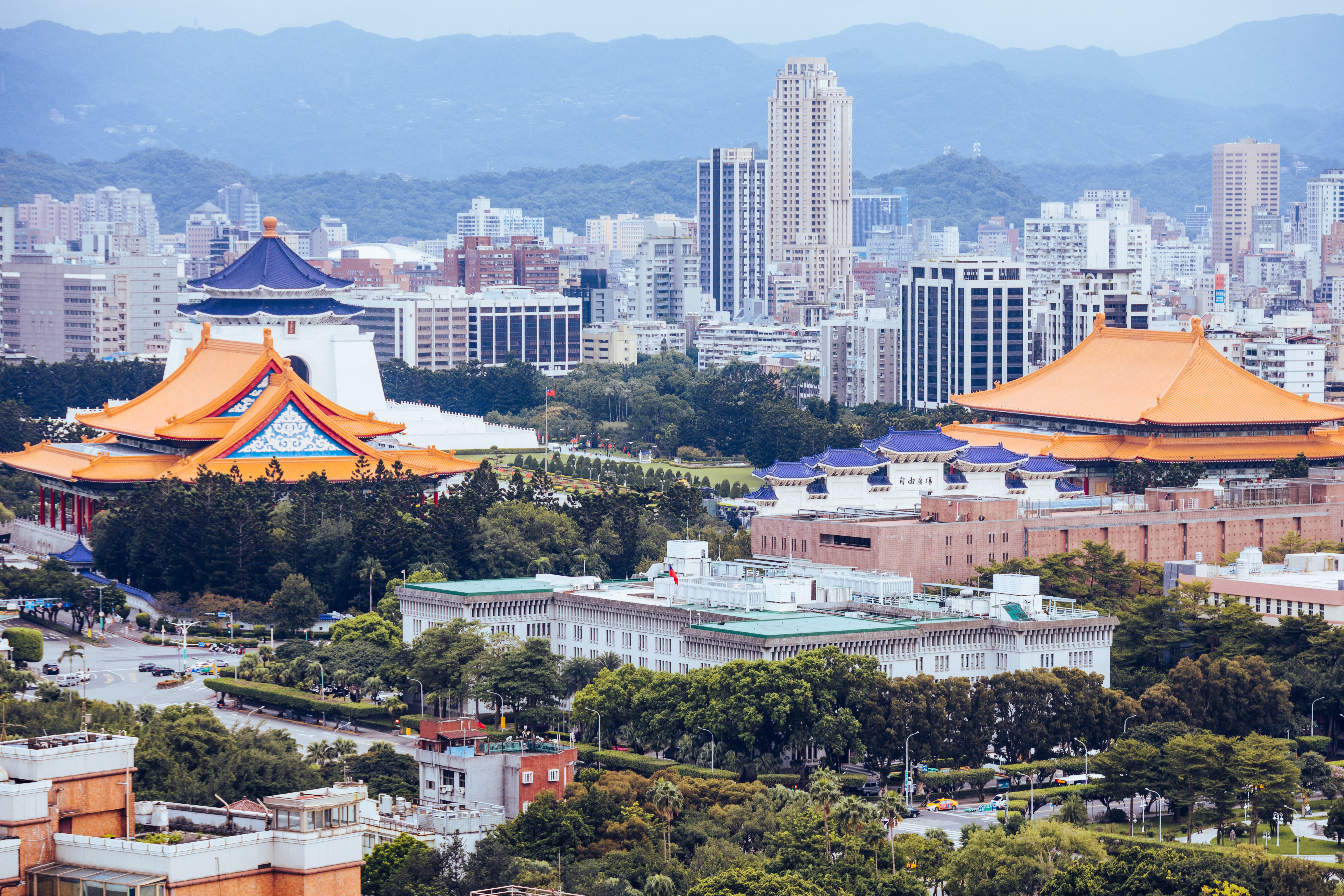
自由廣場空拍圖
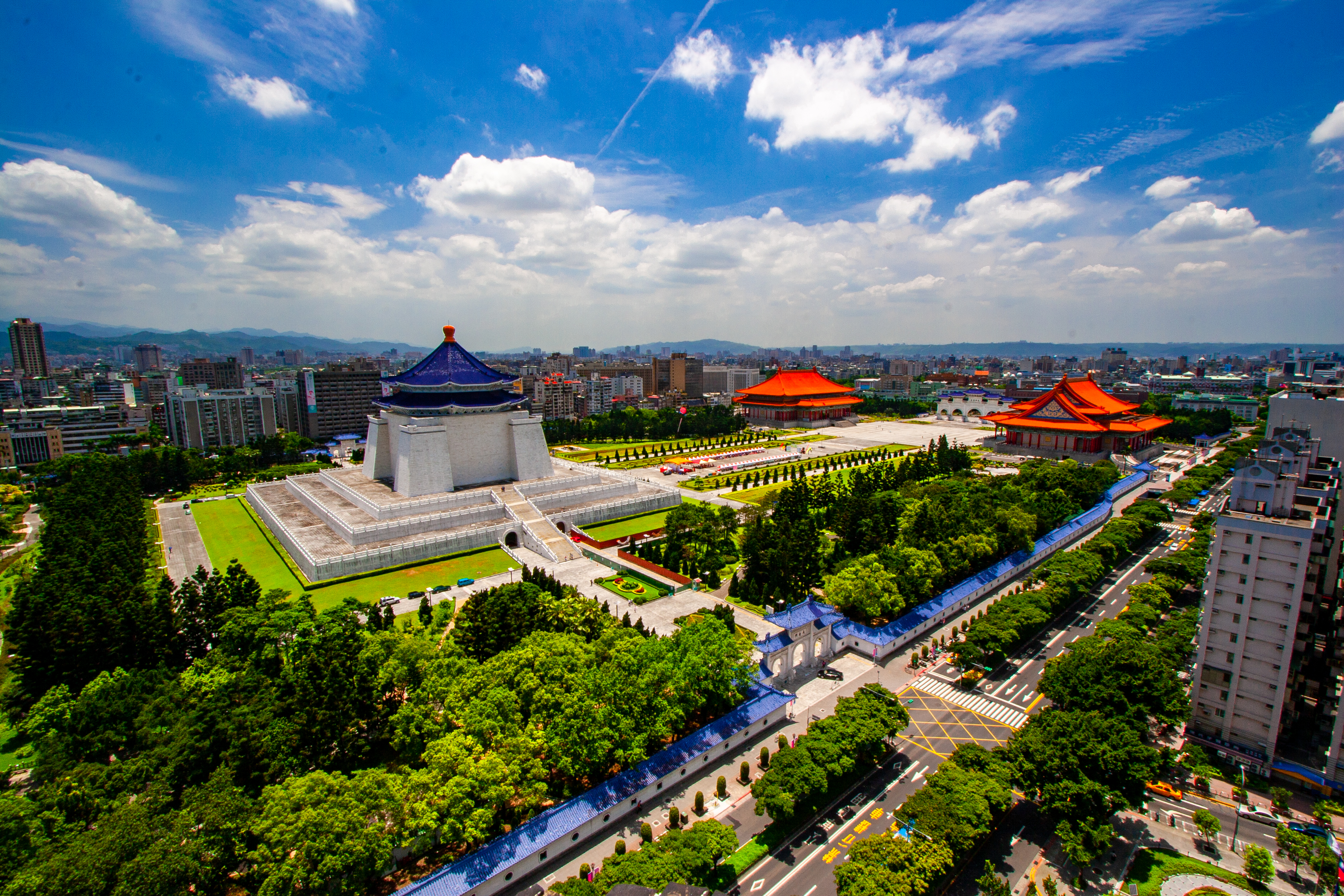
中正紀念堂園區全景

### 公共用途
自由廣場是中華民國總統迎接外國政要來訪時的紅毯軍禮儀式以及許多大型活動租用的舉辦場地，曾舉辦過1990年至2000年的臺灣燈會、2000年至2004年及2006年與2007年的臺北燈節，也是臺灣社會運動1990年野百合學運與2008年野草莓運動的集會地點。

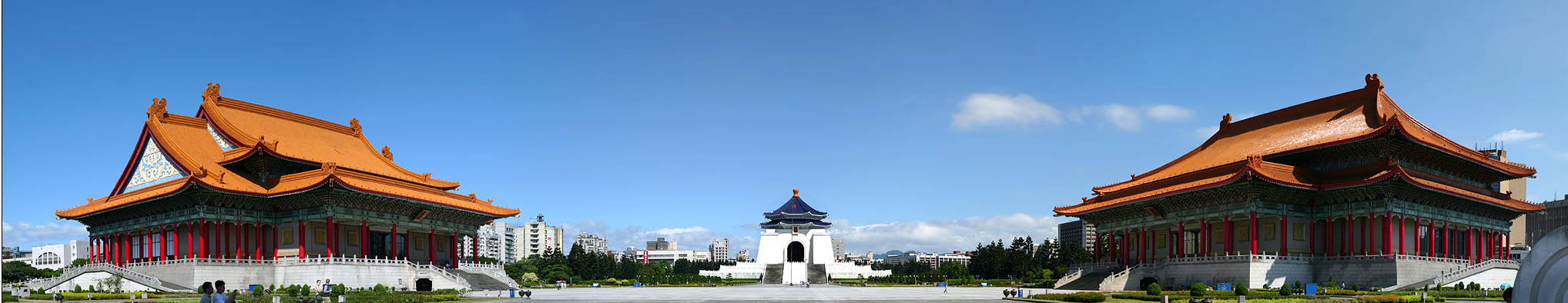
自由廣場全景的牌樓視角

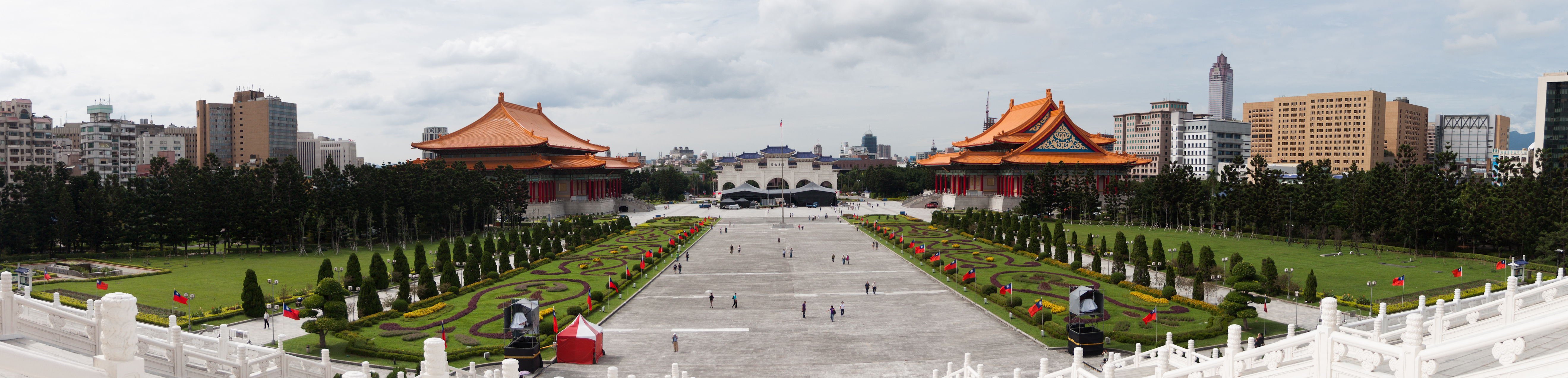
自由廣場全景的中正紀念堂視角